# Ectobius haeckeli
Ectobius haeckeli es una especie de cucaracha del género Ectobius, familia Ectobiidae.